# ژان سیریل اسپینتا
ژان سیریل اسپینتا (به فرانسوی: Jean-Cyril Spinetta) (زاده ۴ اکتبر ۱۹۴۳) کارآفرین، بازرگان و مدیر ارشد اجرایی فرانسوی است، که اکنون به‌عنوان مدیر عامل اجرایی شرکت ایر فرانس-کی‌ال‌ام و رییس هیئت مدیره شرکت آریوا فعالیت می‌نماید. وی همچنین عضو هیئت مدیره خطوط هوایی آلایتالیا و اتحادیه اسکای‌تیم نیز می‌باشد.
اسپینتا در فاصله سال‌های ۱۹۹۷ تا ۲۰۰۳ ریاست هیئت مدیره و مدیرعاملی شرکت هواپیمایی ایر فرانس را برعهده داشت. وی برای دو سال متوالی رئیس هیئت مدیره یاتا بود.